# آئرواستار ایرلاینز
آئرواستار ایرلاینز (به انگلیسی: Aerostar Airlines) یک شرکت هواپیمایی است. دفتر مرکزی آئرواستار ایرلاینز در کی‌یف، اوکراین واقع شده‌است و قطب این شرکت هواپیمایی در فرودگاه کی‌یف ژولیانی قرار دارد.